# STS-44
STS-44 (ang. Space Transportation System) – dziesiąta misja wahadłowca kosmicznego Atlantis i czterdziesta czwarta programu lotów wahadłowców.

## Załoga
źródło
- Frederick Gregory (3)*, dowódca (CDR)
- Terence "Tom" Henricks (1), pilot (PLT)
- Franklin "Story" Musgrave (4), specjalista misji 2 (MS2)
- Mario Runco (1), specjalista misji 3 (MS3)
- James Voss (1), specjalista misji 1 (MS1)
- Thomas Hennen (1), specjalista ładunku (PS1)

*(liczba w nawiasie oznacza liczbę lotów odbytych przez każdego z astronautów)

## Parametry misji
źródło
- Masa:
  - startowa orbitera: 117 765 kg
  - lądującego orbitera: 87 915 kg
  - ładunku: 20 242 kg
- Perygeum: 363 km
- Apogeum: 371 km
- Inklinacja: 28,5°
- Okres orbitalny: 91,9 min

## Cel misji
Wojskowa misja wahadłowca – umieszczenie na orbicie satelity wczesnego ostrzegania Defense Support Program (DSP).

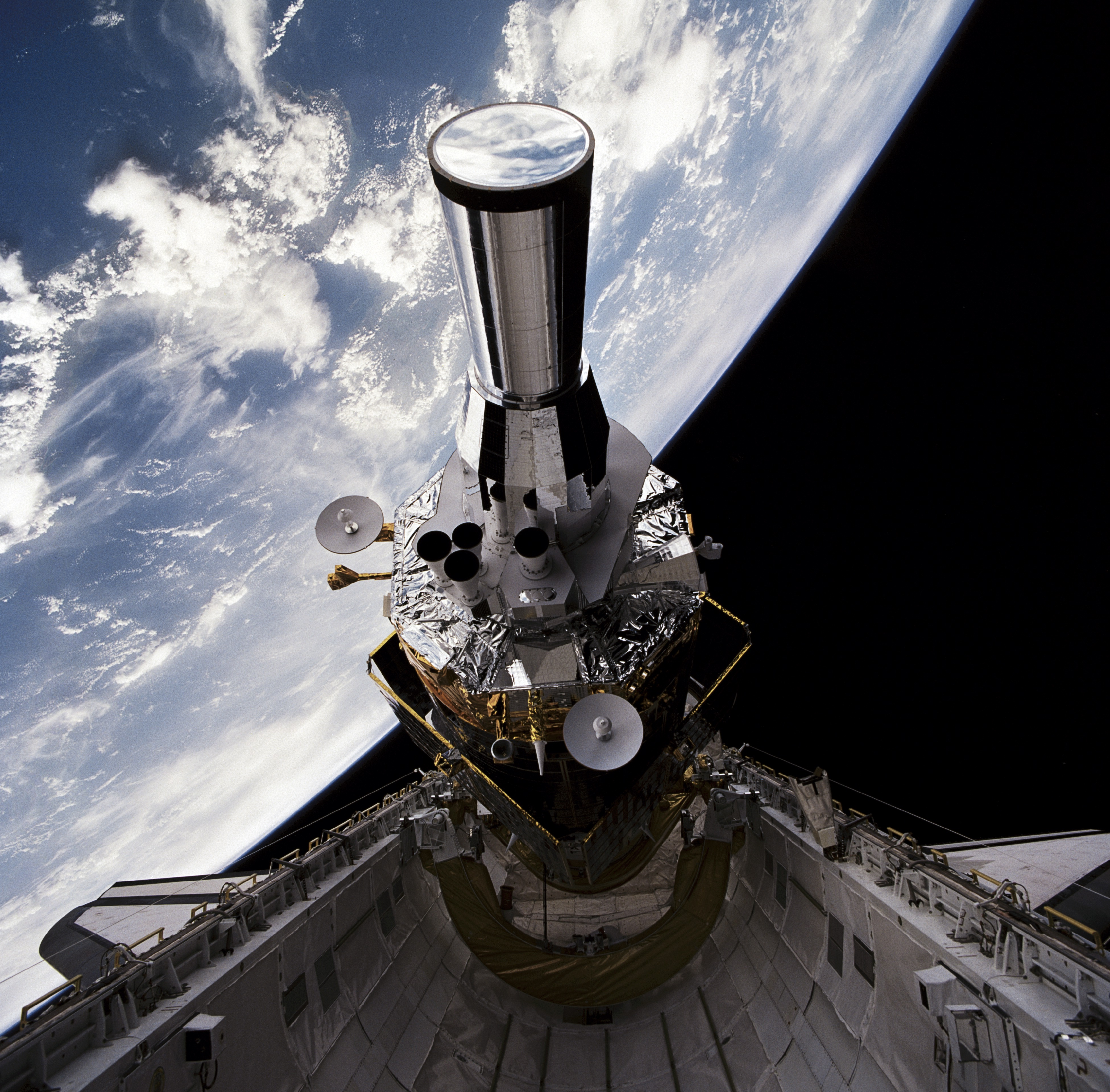
Satelita DSP opuszcza ładownię wahadłowca